# Alcino (filósofo)
Alcino (em grego clássico: Ἀλκίνους; romaniz.: Alkinous), ou Alcínoo, foi um filósofo grego antigo. Provavelmente viveu no século II. Ele é um dos representantes mais conhecidos do médio-platonismo (c. 90 a.C. – 250 d.C.), a corrente dominante do platonismo em sua época. Como relativamente poucas obras dos médios-platônicos foram preservadas, o livro didático de Alcino Sobre os Princípios de Platão (Didaskalikós tōn Plátōnos dogmátōn, abreviado como Didaskalikos) é uma das fontes mais importantes para a compreensão médio-platônica do legado do fundador da escola. A obra, uma apresentação resumida e sistemática da filosofia platônica, oferece percepções sobre o pensamento dos platônicos da era imperial romana antes do surgimento do neoplatonismo no século III. Em questões controversas, o Didaskalikos geralmente não oferece decisões do autor, mas somente relata diferentes doutrinas.
Há muito tempo é controversa a questão da identidade de Alcino. Das várias sugestões discutidas na literatura científica para identificá-lo com filósofos mencionados em outras fontes, nenhuma se impôs até agora.

## Vida e questão da identidade
Não se sabe nada sobre a vida de Alcino. Ele é mencionado como autor em manuscritos do Didaskalikos; somente a partir da data presumível de criação desta obra é possível deduzir que sua atividade remonta ao século II. No entanto, não se pode excluir a possibilidade de que o Didaskalikos tenha sido criado já no século I ou somente no século III.
Como não há outras informações sobre Alcino, Jacob Freudenthal sugeriu, em 1879, identificá-lo com Albino, um conhecido médio-platônico do século II. Freudenthal acreditava que o nome Alkinoos, transmitido por manuscrito, era um erro ortográfico e que o texto original continha “Albino”. Ele fundamentou essa hipótese com referências a semelhanças de conteúdo entre o Didaskalikos e o texto Introdução aos Diálogos de Platão, certamente escrito por Albino. A identificação de Alcino e Albino logo ganhou aceitação, permanecendo como doutrina dominante até a segunda metade do século XX. Somente a partir da década de 1960, Michelangelo Giusta e John Whittaker demonstraram, em uma série de pesquisas, que a equiparação dos dois pensadores era errônea; essa conclusão prevaleceu nos anos seguintes.
Além disso, pesquisas sugeriram identificar o autor do Didaskalikos com dois filósofos homônimos, sobre os quais muito pouco se sabe:
- Nas Biografias dos Sofistas, escritas pelo sofista Filóstrato, é mencionado “Alcino, o estoico”.[8] Pesquisadores consideram a hipótese de que esse filósofo, de outra forma desconhecido, seja o autor do Didaskalikos.[9]
- O estudioso bizantino Fócio relata que um autor chamado “Josepos” combateu, em um tratado sobre o universo, os ensinamentos de um tal “Alcino”, aparentemente um platônico, sobre a alma e a matéria.[10] Não está claro se esse platônico é o autor do Didaskalikos. De qualquer forma, a crítica de “Josepos”, um cristão cuja obra sobreviveu apenas em fragmentos, não parece referir-se ao Didaskalikos. Segundo uma opinião comum entre os pesquisadores, “Josepos” pode ser identificado como Hipólito de Roma.[11]

Uma nova variante especulativa das hipóteses de equiparação foi proposta por Harold Tarrant em 1985. Ele acredita que o platônico Albino, cujo nome era de origem latina (Albinus), quis enfatizar, em uma fase tardia de sua vida, sua pertença à cultura grega e sua adesão à tradição filosófica grega mediante uma mudança de nome. Por isso, ele decidiu passar a se chamar Alcino. O Didaskalikos teria surgido nessa segunda fase de sua vida. Esse filósofo Albino/Alcino seria também o Alcino mencionado por Filóstrato e descrito como estoico.

## Didaskalikos

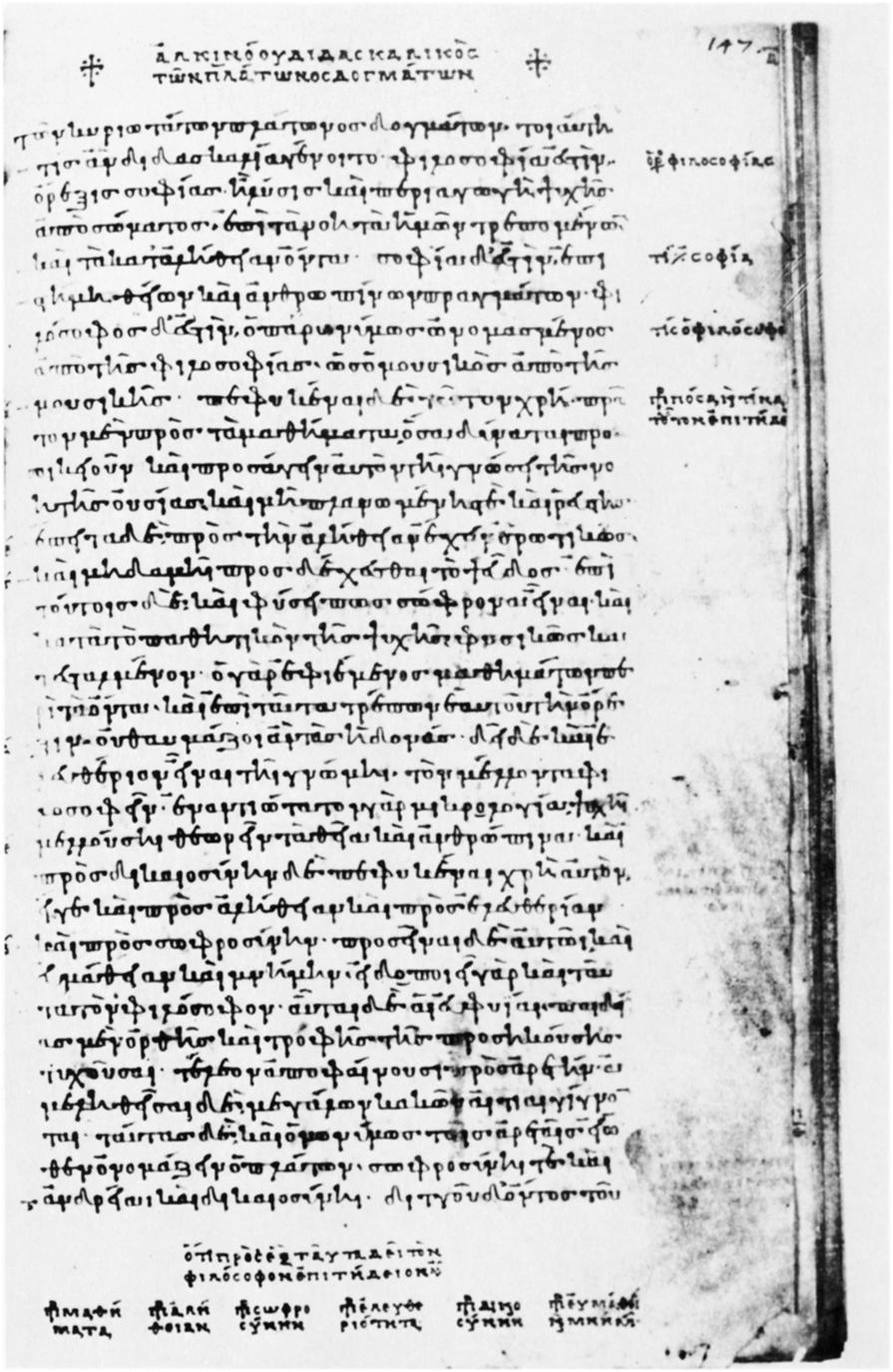
O início do Didaskalikos de Alcino na mais antiga cópia manuscrita, Paris, Biblioteca Nacional da França, Gr. 1962, fol. 147r (século IX)

A obra de Alcino tem o título Manual dos Princípios de Platão (Didaskalikós tōn Plátōnos dogmátōn); o título também manuscrito, Extrato dos Ensinamentos de Platão (Epitomḗ tōn Plátōnos dogmátōn), provavelmente não é autêntico. É possível que o Didaskalikos seja uma versão resumida de um texto mais extenso que se perdeu. Ele oferece uma apresentação introdutória e sistemática do platonismo, fortemente influenciada pelo pensamento aristotélico e, em alguns pontos, também pelo estoico, mas que também polemiza contra as posições estoicas, especialmente na ética. Alcino não vê contradição entre a filosofia platônica e a aristotélica; ele não quer misturar sistemas, mas sim colocar a literatura não platônica a serviço de sua explicação do platonismo. Seu público-alvo não são leigos em filosofia, mas leitores com conhecimentos prévios consideráveis.

### Estrutura
A introdução (capítulos 1–3) trata do significado dos conceitos de filosofia e filósofo, dos pré-requisitos intelectuais e de caráter para filosofar, dos diferentes modos de vida e da divisão da filosofia em subáreas.
A primeira parte principal (capítulos 4–6) abrange a exposição da dialética, incluindo a teoria do conhecimento que lhe é atribuída. Trata-se do pensamento e da razão, do julgamento e da opinião, da memória e da imaginação, da compreensão (noēsis) e seus objetos, da percepção sensorial e os tipos de seus objetos, bem como da lógica, que é apresentada segundo Aristóteles, mas com referência às obras de Platão; Platão aparece como seu verdadeiro criador.
A segunda parte principal (capítulos 7–26) trata do “teórico”. Nela, discute-se primeiro a relevância filosófica da matemática, da astronomia e da teoria musical, depois aborda-se a doutrina dos princípios e a teologia, tratando-se da matéria, das ideias platônicas, do “primeiro Deus” e das qualidades. Em seguida, vem a filosofia natural (cosmologia), a antropologia e, no capítulo 26, uma reflexão sobre a relação entre necessidade e livre-arbítrio.
A terceira parte principal (capítulos 27–35) é dedicada à filosofia “prática”. Aqui, Alcino discute primeiro a ética (doutrina dos bens e eudaimonia, aproximação a Deus como objetivo de vida, virtude e maldade, afetos, amizade e amor). Em seguida, ele se volta para as formas de governo. Por fim, ele define o sofista, diferenciando-o do filósofo.

### Conteúdo

#### Tarefas e objetivos do filósofo
Alcino afirma que existem dois modos de vida: o contemplativo (bíos theōrētikós) e o ativo (bíos praktikós). O objetivo da vida contemplativa é o conhecimento da verdade, enquanto na vida ativa se trata de fazer o que a razão exige. A contemplação, como base da vida filosófica, deve ter prioridade, mas a atividade também é necessária. Com a atividade, o que foi reconhecido na contemplação filosófica é praticado na vida cotidiana. O filósofo volta-se para a atividade na comunidade quando percebe que os assuntos públicos estão em más mãos. Para ele, a legislação e a educação dos jovens são os campos de atividade mais importantes. Ao se voltar para um modo de vida ativo, ele não deve de forma alguma negligenciar a contemplação; esta deve ser praticada incessantemente.
Alcino acredita que a aproximação do homem a Deus “dentro do possível”, almejada no platonismo, refere-se à divindade imanente localizada no céu (epouránios theós) e não ao “Deus supracelestial” (hyperouránios theós) transcendente. Ele justifica isso dizendo que a assimilação ocorre através da prática da virtude; porém, o Deus supracelestial não possui virtude, por ser “melhor do que ela”.
No caminho da divinização do homem filósofo, o aperfeiçoamento ético desempenha um papel central para Alcino; segundo sua convicção, ele não pode ser substituído pela mera contemplação. Como filósofo, esforça-se por alcançar e manter a eudaimonia, um estado de espírito equilibrado, e, graças a essa conquista, levar uma vida bem-sucedida. Na terminologia moderna, a expressão eudaimonia, de difícil tradução, é frequentemente traduzida imprecisamente como felicidade ou bem-aventurança. Segundo o  rigoroso conceito ético de Alcino, esse objetivo é alcançado exclusivamente através da obtenção de bens espirituais, as virtudes. Bens externos e materiais, como saúde, beleza física, força e riqueza, são irrelevantes para uma vida bem-sucedida do ponto de vista filosófico, pois não contribuem para a eudaimonia. Esses bens “humanos” ou “mortais” são geralmente considerados “bons”, mas, para Alcino, eles não são bons em si, mas somente enquanto são usados conforme a virtude. Assim, eles não participam do bem divino por sua natureza, mas sua participação no bem lhes é transmitida pela virtude. Se essa transmissão não ocorrer, eles podem ser mal utilizados e, então, não são bens, mas se tornam males.

#### Dialética e teoria do conhecimento
Para Alcino, os objetos da percepção são as coisas inteligíveis. Ele distingue entre as ideias transcendentes e as formas imanentes, inseparáveis da matéria. Segundo sua descrição, as ideias ou coisas inteligíveis primárias são compreendidas e avaliadas em um processo de conhecimento intuitivo e não discursivo por meio de uma concepção abrangente (perilēpsis), mas com a participação da reflexão científica (epistēmonikós lógos); as formas ou coisas inteligíveis secundárias são objeto de reflexão científica com a participação da percepção intuitiva. Alcino considera as coisas sensivelmente perceptíveis como agregados; ele acredita que elas não são nada mais do que combinações de suas diferentes propriedades (teoria do feixe).
Alcino distingue três tipos de análise. Por análise, ele entende um processo pelo qual se pretende descobrir o que é um determinado objeto de investigação, avançando “de baixo” para cima, ou seja, realizando uma “ascensão”. Particularmente relevante na história da filosofia é o segundo tipo de análise, a ascensão “através do que é provado e demonstrado, até as proposições imediatas e não prováveis”. Nesse caso, o objeto de investigação, a proposição a ser examinada, é assumido como dado e volta-se para “o que é anterior a ele”, ou seja, o que o precede logicamente. Isso é então provado através dos seguintes passos, avançando do que é logicamente posterior para o que é anterior e, finalmente, chegando ao primeiro e indiscutível. A partir daí, retorna-se ao ponto de partida, o objeto de investigação.
Em relação à sua discussão sobre a imortalidade da alma, Alcino aborda uma questão epistemológica. Ele critica a concepção aristotélica da indução como caminho para a obtenção de conhecimentos gerais, argumentando contra a confiabilidade das conclusões indutivas. No entanto, ele reconhece que a indução tem um papel útil, por ser “muito útil para despertar os conceitos naturais” que já estão inerentes à alma. Contra a teoria epistemológica aristotélica, ele defende a doutrina platônica, segundo a qual a alma adquire conhecimento ao se lembrar das ideias que lhe eram acessíveis antes de entrar no corpo. Em sua opinião, durante sua permanência no corpo, a alma não tem acesso direto às ideias, pois não consegue se libertar suficientemente de sua ligação com o mundo sensorial. No entanto, ela consegue adquirir conhecimento por meio da lembrança das ideias.

#### Teologia, cosmologia e doutrina da alma
No Didaskalikos, a cosmologia, assim como a antropologia, a ciência do homem, é tratada como parte da “física” — ou seja, da ciência natural. Isso inclui também a questão teológica e filosófica da ordem divina e da orientação do cosmos. Para Alcino, a tarefa dos naturalistas consiste em descobrir “qual é a natureza do universo, que tipo de ser vivo é o homem, qual o lugar que ele ocupa no cosmos, se Deus exerce providência sobre a totalidade das coisas, se outros deuses lhe são subordinados e qual é a relação dos homens com os deuses”. A base para isso são as explicações de Platão em seu diálogo filosófico natural Timeu, que Alcino interpreta. O filósofo parte da premissa básica de que o cosmos não se tornou “por si” o que é; muito pelo contrário, sua existência e natureza devem ter uma causa.
Alcino assume três princípios primordiais: Deus, matéria e ideia. Ele considera o primeiro, o Deus supremo, que ele equipara à ideia do bem de Platão, como o intelecto supremo (Nous). Abaixo do primeiro Deus está o intelecto cósmico por ele criado, o intelecto da alma do mundo. Este é, no sentido da distinção aristotélica entre razão atual e potencial, a razão cósmica potencial, que só se torna razão pensante atual através da influência do primeiro Deus. Como essa influência não tem início nem fim, o intelecto cósmico é eternamente ativo. Ele estabelece a ordem da natureza.
Alcino distingue entre o primeiro Deus transcendente e o Deus criador ontologicamente subordinado a ele, o Demiurgo, a quem o cosmos deve diretamente sua existência. O papel do Demiurgo cabe ao intelecto cósmico. Assim, o primeiro Deus atua somente indiretamente sobre o cosmos, ativando o intelecto cósmico e levando-o à ação criativa.
Na questão controversa de como interpretar a designação de Platão do cosmos como “surgido”, Alcino está do lado daqueles que rejeitam uma origem no tempo; com “surgido” significa que o cosmos está sempre em processo de formação. A alma do mundo “eternamente duradoura” também não foi criada em um ato único de criação ou — como supunha uma corrente do médio-platonismo — “despertada” pelo criador em um determinado momento. Em vez disso, ela foi somente ordenada pelo criador, sendo que esse ato de ordenação não teve um início temporal, mas é um acontecimento eternamente duradouro. A alma do mundo ordenada, por sua vez, produz a ordem mundial através de seu intelecto. Toda a área abaixo da esfera lunar, ou seja, também o espaço vital humano, seria deixada sob a administração de deuses subordinados, que governavam essa parte do cosmos segundo a vontade do Demiurgo. Da alma humana, somente a parte superior, a alma racional, seria imortal; as partes afetivas seriam transitórias, assim como as almas irracionais dos animais. No entanto, no que diz respeito à mortalidade das almas irracionais ou partes da alma, Alcino admite que os intérpretes de Platão estão em desacordo. A razão pela qual uma alma imortal habita um corpo mortal seria ou a vontade dos deuses, ou a desenfreada da alma, ou sua inclinação para o corpo.
No que diz respeito ao conhecimento de Deus, Alcino distingue três abordagens. A primeira é afastar todas as ideias do domínio do sensorial, a segunda baseia-se no uso de analogias entre o transcendente e os fatos concretos, e a terceira é a ascensão de níveis ontológicos inferiores para níveis cada vez mais elevados do cognoscível. Esses três caminhos foram designados na história posterior da filosofia como caminho da negação (em latim, via negationis), caminho da analogia (via analogiae) e caminho da elevação ou exaltação (via eminentiae). O afastamento ocorre à maneira dos matemáticos, que partem do corpo para chegar ao ponto, removendo passo a passo uma dimensão. No segundo caminho, a essência do primeiro deus é determinada com base na analogia entre ele e o sol. O terceiro caminho leva da percepção da beleza dos objetos sensoriais à compreensão da beleza acessível somente à contemplação puramente espiritual.
Alcino apresenta o seguinte argumento para a existência dos deuses: Como existem coisas inteligíveis que não são perceptíveis pelos sentidos e não participam do que é perceptível pelos sentidos, mas sim das “primeiras” coisas inteligíveis, existem essas primeiras coisas inteligíveis simples em forma pura como objetos do pensamento. Os seres humanos, porém, não podem chegar a um pensamento tão puro quanto seria adequado para tais objetos, pois seu pensamento está sempre repleto de representações do mundo sensorial. Portanto, é de se supor que existam seres capazes de realmente pensar esses objetos puros do pensamento e que realmente o fazem. Os seres aos quais esses objetos do pensamento estão atribuídos são os deuses. Essa consideração pressupõe a suposição de que existe um pensamento correspondente a cada objeto do pensamento.

#### Teoria das ideias
Ao expor a doutrina platônica das ideias, Alcino apresenta cinco definições de ideia, resultantes das diferentes perspectivas possíveis:
- Em relação ao primeiro Deus, a ideia é sua própria compreensão racional (nóēsis) e, ao mesmo tempo, seu resultado, o nóēma. Deus pensa as ideias em seu próprio pensamento. Como seus pensamentos, elas são, assim como ele mesmo, imutáveis e perfeitas. Elas são atos puros (enérgeiai).
- Em relação ao homem, a ideia é o primeiro inteligível (noētón prṓton), ou seja, o objeto primário da razão humana, em contraste com a forma imanente, que constitui o objeto secundário da razão.[42]
- Em relação à matéria, a ideia é a medida (métron). Como a matéria em si não possui medida alguma, ela precisa de uma medida que produza a partir dela um mundo ordenado, um cosmos. Assim, a ideia é a medida tanto para os objetos individuais quanto para a estrutura abrangente do cosmos.
- No que diz respeito ao cosmos visível, a ideia é o modelo ou padrão (parádeigma) segundo o qual ele é moldado. A este respeito, Alcino afirma: “Define-se a ideia como o modelo eterno das coisas naturais.” Esta definição da ideia é a mais comum no platonismo.
- Em relação a si mesma, a ideia é substância (usía), ou seja, um ser real e permanente, em oposição ao que está surgindo, mudando e passando.[43]

Ao tratar da função exemplar das ideias, Alcino salienta que, segundo a convicção da maioria dos platônicos, não existem ideias de coisas antinaturais (como doenças), de indivíduos isolados, de coisas sem valor (como sujeira) ou de conceitos e relações (como o maior ou o superior). Também não se deve assumir que os produtos da arte e do artesanato sejam ideias como modelos. Aparentemente, Alcino considera tais objetos, como um escudo ou um instrumento musical, como produtos da alma, uma vez que não pertencem às coisas naturais. A exclusão de tudo o que é não natural e inferior resulta, para Alcino, do fato de que a divindade suprema não pode pensar em nada inferior, sem valor ou imperfeito.

## Recepção

### Antiguidade, Idade Média e início da Era Moderna
Na escola de Plotino, que fundou o neoplatonismo em Roma no século III, o Didaskalikos não fazia parte das obras utilizadas nas aulas, e também não recebeu atenção dos neoplatônicos da Antiguidade tardia. O manuscrito mais antigo preservado — o famoso Codex Parisinus Graecus 1962 — data da segunda metade do século IX.
Em 1460, o humanista Pietro Balbi fez a primeira tradução latina do Didaskalikos, que dedicou a Nicolau de Cusa. Em 1469, ela foi impressa em Roma como apêndice a uma edição de Apuleio. Assim, Alcino foi o primeiro autor grego da Antiguidade cuja obra foi publicada, ainda que somente em tradução. A segunda tradução latina foi feita por Marsílio Ficino, que a dedicou a Cosme de Médici em 1464; sua primeira impressão só ocorreu em 1497. A primeira edição do texto grego foi uma edição Aldina, publicada em Veneza em 1521, na qual o Didaskalikos constituía um apêndice a uma edição de Apuleio; o editor Francesco d'Asola criticou severamente a tradução “bárbara” de Balbi. Seguiu-se uma série de outras edições. Em Paris, foi publicada em 1567 uma tradução latina do humanista Denis Lambin (Dionysius Lambinus). A tradução inglesa de Thomas Stanley, publicada em 1656, foi a primeira tradução para uma língua moderna. Em 1853, Karl Friedrich Hermann publicou em Leipzig a primeira edição crítica.
Em 1554, o humanista Sebastián Fox Morcillo, natural de Sevilha, publicou em Basileia um comentário sobre o Timeu de Platão (In Platonis Timaeum commentarium). Para isso, ele se baseou, entre outras coisas, na interpretação de Alcino da filosofia de Platão. Ele leu Alcino, cuja harmonização de Platão e Aristóteles lhe agradava, no original grego.

### Estudos clássicos modernos
Na ciência da antiguidade, as opiniões sobre a contribuição filosófica de Alcino são divergentes. Como é difícil avaliar a relação entre o Didaskalikos e as fontes perdidas nele processadas, é difícil avaliar a originalidade da obra. As afirmações contraditórias ou determinadas por diferentes perspectivas na obra podem estar relacionadas ao fato de Alcino não apresentar um sistema próprio fechado, mas descrever o platonismo no papel de um repórter. Alguns pesquisadores apontam para a falta de coerência em algumas partes ou veem em Alcino um mero compilador, que teria sido insignificante como filósofo; outros reconhecem suas habilidades na exploração do material. David Sedley considera a interpretação da teoria do conhecimento de Platão apresentada no Didaskalikos uma “realização nada desprezível”. Conforme a análise de Franco Trabattoni, Alcino desenvolveu, em sua discussão com escolas filosóficas rivais, uma versão original do platonismo, com a qual tentou superar a tensão entre a dimensão metafísica e a dimensão científica da visão de mundo platônica. Franco Ferrari considera que a dependência da obra de fontes doxográficas não é motivo para “menosprezar as qualidades filosóficas do autor”, que criou um dos escritos mais interessantes do médio-platonismo.

## Edições e traduções de textos
- John Dillon (ed.): Alcinous: The Handbook of Platonism. Clarendon Press, Oxford 1993, ISBN 0-19-824472-X (tradução para o inglês com introdução e comentários detalhados)
- John Whittaker, Pierre Louis (ed.): Alcinoos: Enseignement des doctrines de Platon. 2.ª edição (inalterada), Les Belles Lettres, Paris 2002, ISBN 2-251-00407-6 (edição crítica do texto grego com tradução e comentários em francês)
- Orrin F. Summerell, Thomas Zimmer (ed.): Alkinoos, Didaskalikos. Lehrbuch der Grundsätze Platons. De Gruyter, Berlin 2007, ISBN 978-3-11-019451-7 (edição acrítica do texto grego com tradução alemã)